# Annulation de mariage
Ne doit pas être confondu avec Divorce ou Répudiation.
 (août 2023).
Si vous disposez d'ouvrages ou d'articles de référence ou si vous connaissez des sites web de qualité traitant du thème abordé ici, merci de compléter l'article en donnant les références utiles à sa vérifiabilité et en les liant à la section « Notes et références ».
 (août 2023).
L’annulation de mariage est une décision de la justice civile ou religieuse qui efface rétroactivement tous les effets du mariage. Cette décision se différencie du divorce et de la répudiation par le fait que le mariage est censé n'avoir jamais existé. Elle peut être, par ailleurs, une sanction civile répressive lorsqu'un mariage a été célébré en violation de dispositions légales (exemple : mariage blanc). 
Le mariage étant une institution extrêmement importante dans nombre de sociétés, il est souvent soumis à l’observation de conditions légales strictes, parfois issues de considérations religieuses, afin d'assurer la validité du lien conjugal. 
Les causes de nullité de mariage varient selon les États et les religions.

## Droit par pays

### Droit québécois (Canada)
En droit québécois, un mariage qui n'est pas célébré suivant les prescriptions du titre premier du livre deuxième du  Code civil du Québec (articles 365 à 521.47 C.c.Q.) peut être annulé à la demande de toute personne intéressée, d'après l'article 380 C.c.Q.. Par contre, cette disposition prévoit que l'action en annulation de mariage est irrecevable s'il s'est écoulé trois ans depuis la célébration, sauf si l'ordre public est en cause, notamment en cas d'absence de consentement libre et éclairé de l'un des époux.